# سيريل دومورو
سيريل ديبري دومورو (22 يوليو 1971

 في لاكوتا) (بالفرنسية: Cyrille Depri Domoraud)‏ لاعب كرة قدم عاجي يلعب حاليا في نادي الدرجة الممتازة أفريكا سبورتس العاجي منذ 2008 في خط الدفاع .
لعب دومورو في أندية كريتيل (1992-1994) ريد ستار (1994-1996) بوردو (1996-1997) مرسيليا (1997-1999) إنتر ميلان (1999-2001) باستيا بالإعارة (2000-2001) إيه سي ميلان (2001-2002) موناكو (2001-2002) إسبانيول (2002-2004) كونياسبور (2004-2005) كريتيل مجددا (2005-2007) ستيلا أدجامي (2007) .
شارك دومورو مع منتخب ساحل العاج في 51 مباراة دولية من دون أن ينجح في تسجيل أي هدف في الفترة من 1995 إلى 2006 . تم استدعاء دومورو للمشاركة في بطولة كأس العالم لكرة القدم 2006 التي أقيمت في ألمانيا وبالتالي أصبح أكبر اللاعبين سنا في البطولة بمشاركته في المباراة الثالثة في الدور الأول أمام منتخب صربيا والجبل الأسود والتي انتهت بالفوز 3/2 . شهدت المباراة حمله شارة القيادة ولكنه طرد من أرضية الملعب بعد حصوله على البطاقة الصفراء الثانية في الدقيقة 90+2 .
سيريل شقيق اللاعبان جان جاك وغيل .[بحاجة لمصدر]

## روابط خارجية
- سيريل دومورو على موقع الاتحاد الدولي (مؤرشف)  (الإنجليزية)
- سيريل دومورو على موقع اتحاد تركيا (لاعب) (الإنجليزية)
- سيريل دومورو على موقع رابطة كرة القدم الفرنسية للمحترفين (الإنجليزية)
- سيريل دومورو على موقع قاعدة بيانات كرة القدم.إي يو (الإنجليزية)
- سيريل دومورو على موقع ناشيونال فوتبول تيمز (الإنجليزية)
- سيريل دومورو على موقع عالم كرة القدم.نت (الإنجليزية)
- سيريل دومورو على موقع كووورة